# Кур Сент Етиен
Кур Сент Етиен (на френски: Court-Saint-Étienne) е селище в Централна Белгия, окръг Нивел на провинция Валонски Брабант. Населението му е около 9400 души (2006).